# Hypericum farsei
Hypericum farsei är en johannesörtsväxtart som beskrevs av Robson. Hypericum farsei ingår i släktet johannesörter, och familjen johannesörtsväxter. Inga underarter finns listade i Catalogue of Life.